# Język woleai
Język woleai – zagrożony wymarciem język trukański należący do języków mikronezyjskich, używany przez mieszkańców atolu Woleai i okolicznych wysp w archipelagu Karolinów.